# (6769) Brokoff
(6769) Brokoff (1985 CJ1) – planetoida z grupy pasa głównego asteroid okrążająca Słońce w ciągu 3,76 lat w średniej odległości 2,42 j.a. Odkryta 15 lutego 1985 roku.